# 데이비드 오워
데이비드 오워(David Edward Owuor, 1966년~)는 케냐 출생의 기독교 예언자이다. 우간다와 케냐에서 대학교를 졸업하였고, 독일의 기센 대학교(분자유전공학 전공), 이스라엘의 벤구리온 대학교, 하이파 대학교(분자유전공학 박사학위 취득)에서 공부하였으며, 그 후 회개와거룩함사역회(Ministry of Repentance and Holiness)를 설립하였다.
그리스도의 복음과 함께, 그리스도의 재림과 교회의 휴거에 대한 메시지, 죄 책망, 회개, 거룩함, 의로움에 대한 메시지를 전 세계에 전하고 있다.
그는 2010년 아이티 지진을 예언하고 성취되어 세상에 알려지게 되었고, 그 외에도 허리케인 카트리나, 2010년 칠레 지진, 2010년 위수 현 지진, 코로나19 범유행, 인도의 코로나19 범유행 등을 예언하였고 성취되었다.
게다가 2010년에 대한민국을 두 차례 방문하여 집회를 개최하였고, 제2차 한국 전쟁을 예언하였는데, 예언의 부분적 성취인 연평도 포격전으로 인하여 더 주목을 받게 되었다.
2024년 9월에 대한민국에서 집회를 개최하였다.